# Zelandotipula monostictula
Zelandotipula monostictula är en tvåvingeart som först beskrevs av Alexander 1946.  Zelandotipula monostictula ingår i släktet Zelandotipula och familjen storharkrankar. Inga underarter finns listade i Catalogue of Life.